# Сигма-зв'язок

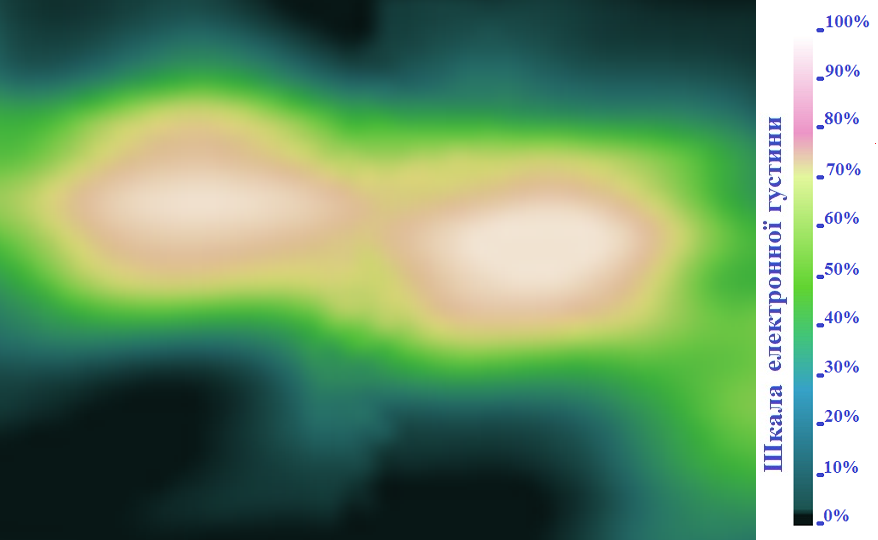
Фото сигма-зв'язку між двома атомами вуглецю. Відтінками різного кольору відображена електронна густина.

Сигма-зв'язок або σ-зв'язок — різновид ковалентного зв'язку, для якого характерна осьова симетрія. Сигма-зв'язки — найміцніші із ковалентних зв'язків.

## Опис
На фото праворуч відображений сигма-зв'язкок між двома атомами вуглецю. Пряме пікоскопічне зображення сигма-зв'язку, отримане шляхом денситометрії електронної хмарки з роздільною здатністю 10 пікометрів. Внутрішні орбіталі — це вкладені одна в одну кулі білого та рожевого кольору. Гібридні орбіталі, що утворюють сигма-зв'язок, — це вкладені одна в одну «гантелі» жовтого та зеленого кольору. На периферії можна побачити слабкі (сині) залишки електронної хмарки. Пряме пікоскопічне зображення сигма-зв'язків в графіті та графені, та в алмазі.
Прикладами є зв'язки у двоатомних молекулах на зразок H2, N2, O2. Сигма-зв'язки утворюються також між атомами вуглецю в скелетах полімерів, причому в насичених полімерах — це єдиний тип зв'язку, у ненасичених полімерах існують ще додаткові пі-зв'язки.
Міцність сигма-зв'язків пояснюється тим, що вони утворюються симетричною комбінацією атомних орбіталей, при якій електронна густина найбільша в області між атомами. Антисиметрична комбінація атомних орбіталей, при якій електронна густина найменша в області між атомами, призводить до відштовхування. Таку молекулярну орбіталь позначають σ* і називають антизв'язком.
Найчастіше основний внесок в утворення сигма-зв'язків роблять s-орбіталі. Іншими кандитами є pz-орбіталі та dz2-орбіталі, тобто орбіталі з квантовим числом m = 0. Утворені з цих орбіталей гібридні орбіталі позначають q-орбіталями.
| σ-зв'язок. Ілюстрація перекриття різних орбіталей |        |        |        |
| Молекулярна орбіталь H2                           | s-q-MO | s-p-MO | q-q-MO |